# Kat DeLuna
Katherine Emperatriz DeLuna, detta Kat (New York, 17 novembre 1987), è una cantautrice statunitense di origini dominicane.

## Biografia

### Infanzia e formazione
Nasce a Victoria, in Canada, per poi trasferirsi prima nel Bronx e poi nella Repubblica Dominicana, luogo di origine dei suoi genitori. All'età di nove anni, si trasferisce, nuovamente, con la famiglia negli Stati Uniti, questa volta trasferiti nella città di Newark, nel New Jersey, i suoi genitori divorziarono. La predisposizione per la musica si manifestò già durante l'infanzia.
All'età di 14 anni, Kat viene accettata nell'istituto School of the Performing Arts in New Jersey: qui inizia a militare nelle Coquette, un gruppo latino di musica rap e R&B. All'età di 15 anni Kat vince una competizione organizzata da Coca-Cola con una cover di I Will Always Love You di Whitney Houston.
Nel 2004 le Coquette aprono un concerto per Cassidy tuttavia, a partire dall'anno successivo, DeLuna sceglie di intraprendere la carriera da solista e firma un accordo discografico con Epic Records.

### 9 Lives,Inside Out(2007-2011)
Nel 2007 pubblica il singolo Whine Up, in collaborazione con Elephant Man e prodotto da RedOne, che ottiene un notevole successo commerciale a livello globale grazie anche alla pubblicazione di una versione in lingua spagnola del brano. Nell'agosto successivo pubblica il suo album di debutto 9 Lives insieme al secondo singolo Am I Dreaming. Uno dei successivi dei singoli estratti dall'album, Run The Show, ottiene nuovamente successo a livello internazionale: vengono di conseguenza realizzate due versioni del singolo, una in inglese con Busta Rhymes e una in spagnolo con Don Omar. In questo periodo DeLuna viene premiata come "miglior nuova artista" durante i Los Premios MTV Latinoamérica 2007. Nel 2008 l'artista viene inoltre premiata ai Billboard Music Awards e ai TFM Awards.
Dopo aver fatto ascoltare una canzone inedita intitolata Calling You presentata sulla piattaforma MySpace, conferma di essere al lavoro su un nuovo disco, Inside Out. Nel 2009 vengono pubblicati due singoli, Unstoppable con Lil Wayne (che, insieme a Calling You, è contenuto nella colonna sonora del film I Love Shopping) e Dance Bailalo, di cui esiste anche una versione in spagnolo intitolata soltanto Bailalo. La promozione dell'album riprende nel 2010 con Push Push, eseguito in collaborazione con Akon: il brano si posiziona alla nona posizione nella classifica francese. In seguito a questo successo, DeLuna pubblica il suo secondo album Inside Out per il solo mercato europeo, continuando successivamente ad estrarre ulteriori singoli dal progetto. Nel corso del 2011 il disco viene riedito in tutto il mondo con il titolo di ViVa.

### Loading(2012-presente)
Negli anni successivi, DeLuna pubblica diversi singoli, sia in lingua inglese che in lingua spagnola. I primi due brani vengono pubblicati nel 2012 e si tratta di Sobredosis con El Cata e Wanna See You Dance (La La La). Nel 2015 pubblica il singolo Bum insieme al cantante R&B Trey Songz, mentre nel 2016 collabora con Jeremih in What A Night. Dopo aver rimandato più volte la pubblicazione di un album in studio, nel 2016 DeLuna rende disponibile la raccolta Loading, un progetto che include tutti i singoli realizzati dal 2012 in poi e quattro brani inediti. Una versione più estesa del progetto è rilasciata soltanto in Giappone, dove viene edito a tutti gli effetti come il terzo album in studio dell'artista.
Nel 2018, Kat DeLuna annuncia di essere al lavoro su un nuovo album e pubblica un singolo in spagnolo, Nueva Actitud con Arcangel. Nel 2019 l'artista si dedica alla musica dance-pop realizzando i singoli Last Night In Miami e Only One.

## Controversie
Nel 2011, in seguito alla nascita di polemiche secondo le quali il singolo Jennifer Lopez On The Floor fosse molto simile alla canzone di DeLuna Party O' Clock, l'artista ha pronunciato alcune dichiarazioni contrastanti in merito alla vicenda. Intervistata dal New York Times, Kat afferma di "non avere nulla contro Jennifer Lopez, persona che ha aiutato molte donne latine come lei ad acquisire maggiore autostima e consapevolezza"; successivamente, però, intervistata dalla stessa testata, la DeLuna ha modificato completamente la sua posizione: "capita spesso che degli artisti affermati prendano la visione artistica e le idee di emergenti e nessuno se ne accorga perché questi ultimi sono nella loro ombra. Ringrazio gli utenti di internet per aver gettato una luce su questa vicenda".

## Discografia

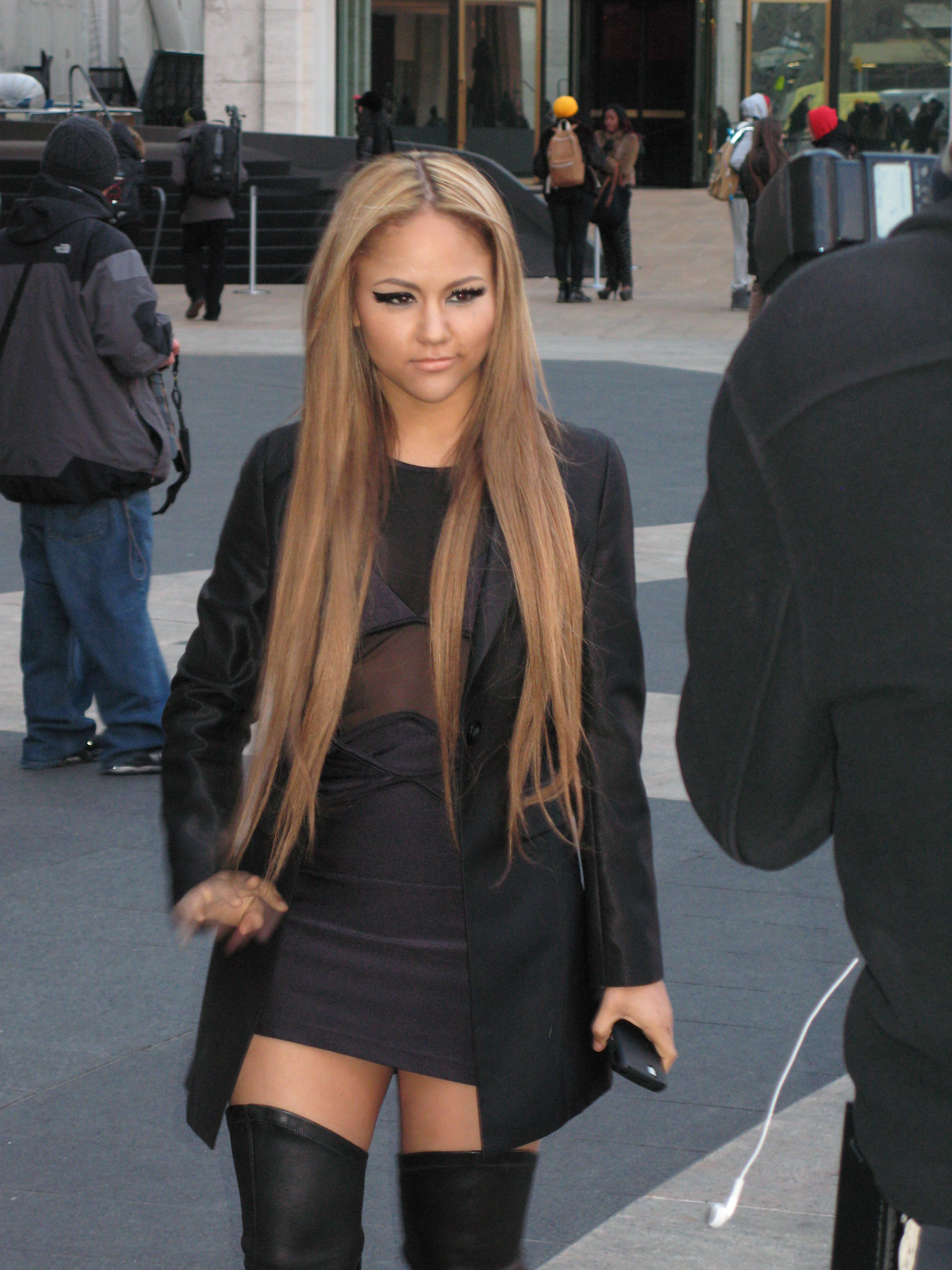
Kat DeLuna nel 2011

### Album
- 2007 – 9 Lives
- 2009 – Inside Out
- 2016 – Loading

### Singoli
- 2007 – Whine Up (feat. Elephant Man)
- 2007 – Am I Dreaming?
- 2008 – Run the Show (feat. Busta Rhymes o Don Omar)
- 2008 – In the End
- 2009 – Unstoppable (feat. Lil Wayne)
- 2010 – Push Push (feat. Akon)
- 2010 – Party O'Clock
- 2011 – Dancing Tonight (feat. Fo Onassis)
- 2011 – Drop It Low
- 2011 – Boom Boom (Tequila)
- 2012 – Wanna See U Dance (La La La)
- 2012 – Sobredosis (feat. El Cata)
- 2012 – Wild Girl (feat. DJ Yass Carter)
- 2015 – Bum Bum (feat. Trey Songz)
- 2016 – What a Night (feat. Jeremih)
- 2016 – Forever (feat. Natel)
- 2016 – Waves
- 2018 – Nueva Actitud (feat. Arcangel)
- 2019 – Last Night in Miami
- 2019 – Only One